# Gareus
Gareus war eine parthische Gottheit. Sie ist bisher nur von einer Inschrift mit Sicherheit bekannt, die sich in Uruk fand. Dort konnte auch ein parthischer Tempel ausgegraben werden, der wohl dieser Gottheit geweiht war.